# Османская Македония
Османская Вардарская Македония, в историографии современной Северной Македонии Османская Македония (макед. Отоманска Македонија) — период истории современной Северной Македония, во время которого её территория находилась под властью Османской империи.

## Предыстория

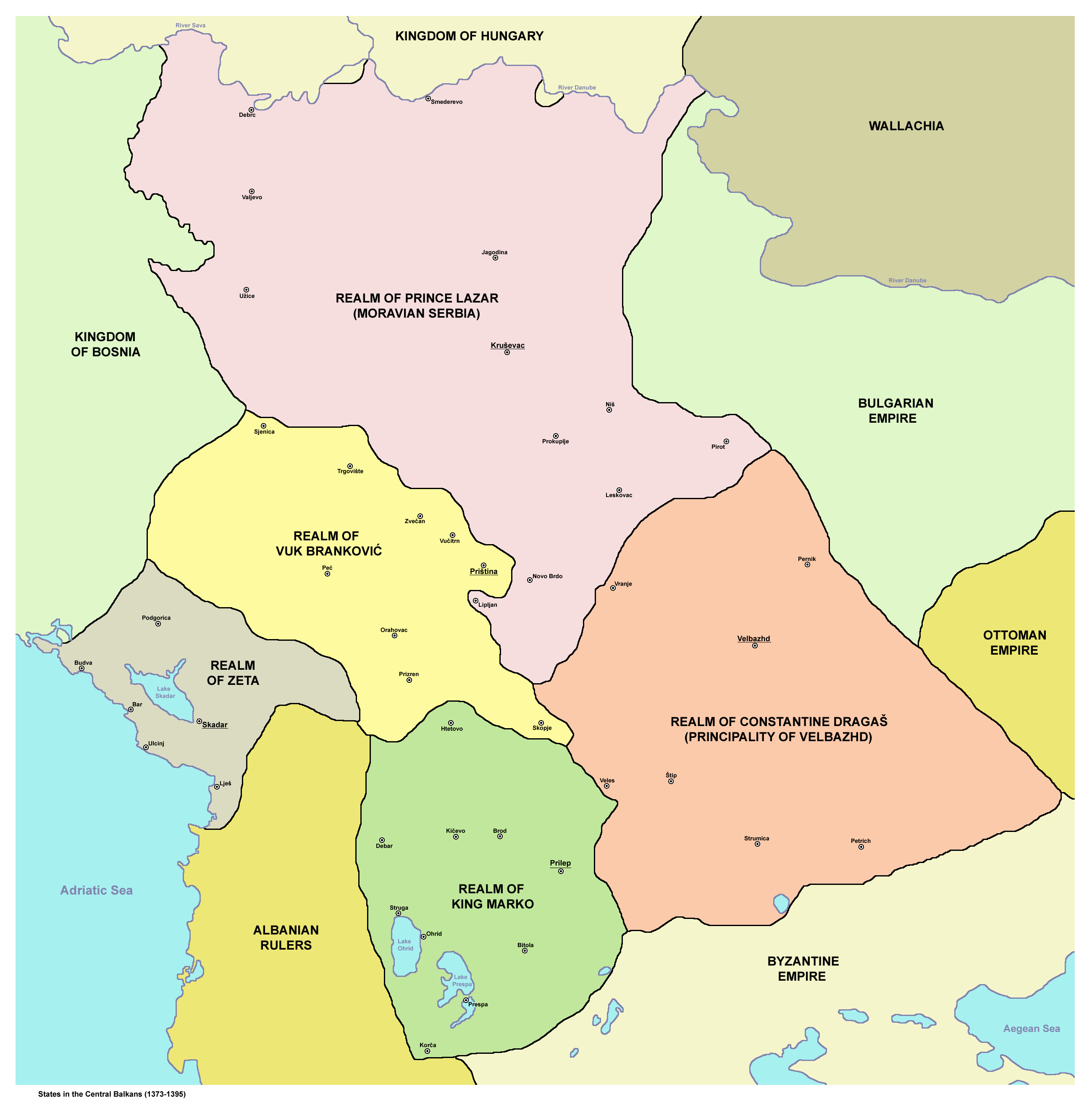
Центральные Балканы во второй половине XIV века

В то время, когда в Анатолии начало зарождаться государство османов, территория современной Северной Македония находилась под властью сербов и византийцев. Наибольшая экспансия сербской державы произошла при Стефане Душане, который в 1334 году распространил сербскую власть на территории современных Северной Македонии и Албании, однако после его смерти в 1355 году начались междоусобицы, и территория современной Северной Македонии оказалась разделённой на области, контролируемые независимыми феодалами. К 1365 году сложились две сильные независимые сербские державы, возглавляемые двумя братьями: Углеш принял титул «деспота», столица его владений находилась в греческом Серре, а Вукашин провозгласил себя королём, столицей его владений был Прилеп. В 1370 году сын Вукашина, известный как Кралевич Марко, стал соправителем отца.

## Установление османской власти
В 1371 году Углеш и Вукашин пали в битве на Марице. Унаследовавший трон Прилепского королевства Марко признал себя вассалом османов. После смерти Марко в 1395 году королевство было аннексировано, и на его территории был образован Охридский санджак. Несколько ранее, в 1392 году, был образован Скопский санджак. Юго-западной часть территории современной Северной Македонии входила в состав Византии, ею управлял из Салоник Мануил II Палеолог (сын императора Иоанна V Палеолога).
Северо-восточной частью территории современной Северной Македонии управлял Константин Деянович, который после битвы на Марице также был вынужден признать османский сюзеренитет. В 1395 году ему пришлось участвовать в османской кампании в Валахии, где он погиб в битве при Ровине. После смерти Константина Деяновича его владения также были аннексированы османами.

## История Османской Северной Македонии

### XV—XVI века
После Ангорской битвы на территории современной Северной Македонии случилось три восстания: в 1409—1413 годах восстал Мустафа Челеби (сын султана Баязида, претендовавший на османский престол), затем в 1416 году эти земли стали ареной Восстания Бедреддина Симави, а в 1416—1432 годах здесь бушевало восстание Дузме Мустафы. Хотя эти восстания и носили внутриосманский характер, в них принимало участие и христианское население Северной Македонии.
Во время восстания Скандербега через территорию современной Северной Македонии прошла огромная османская армия, опустошившая земли по пути к Дебару.
В XVI веке произошло несколько восстаний, вызванных непомерными поборами, но они были жестоко подавлены. Основной формой сопротивления османскому владычеству стал уход в гайдуки.

### XVII век
После поражения турок под Веной в 1683 году началось наступление антитурецкой Священной лиги. В 1689 году австрийские войска дошли до Скопье, и город был сожжён, однако командовавший войсками генерал Сильвио Пикколомини умер от чумы, а его войска были отброшены турками на север.

### XVIII век
Урезанная Охридская архиепископия, находившаяся преимущественно в пределах территории сегодняшней Северной Македонии, в XVIII веке стала центром зарождения болгарского национального движения. Однако, к этому времени правящие посты в ней были большей части прочно заняты греками-фанариотами, сторонниками греческих национальных или имперских реставрационных идей. К середине века положение архиепископии было довольно тяжёлым, велики были её долги. Константинопольский Патриарх смог убедить султана, что независимые церкви среди славян вредны и опасны, да ещё и неплатёжеспособны. В январе 1767 года турецкий султан отнял диоцез у архиепископии и передал его Константинопольскому патриархату. 17 мая 1767 года архиепископ Арсений II подписал акт о своей отставке, что означало конец автокефалии.

### XIX век
В 1843 году в качестве реакции на реформы Танзимата началось восстание албанского населения Македонии, охватившее Скопье, Тетово и Приштину. В 1844 году восстание было полностью подавлено.
Во второй половине XIX века произошли восстания македонского (в болгарской историографии — болгарского) населения — Разловское восстание, Кумановское восстание и Кресненско-Разложское восстание. Они также были подавлены османскими властями.

### ВМОРО
23 октября 1893 года была создана македонская революционная Внутренняя македонско-одринская революционная организация, поставившая своей целью вооружённую борьбу за освобождение Македонии от Османской империи. В городах и сёлах Македонии была создана сеть нелегальных комитетов и кружков. Вооружённые отряды ВМОРО провели в 1898—1903 годах около 130 сражений с турецкими карателями.

### XX век
После создания Болгарского княжества Македония стала главной целью его внешней политики: Болгария стремилась получить те территории, которые были её обещаны по Сан-Стефанскому миру. Помимо Болгарии, на южную часть Османской Македонии, имевшую компактное греческое население и представлявшую собой территорию собственно Исторической Македонии, претендовала Греция. На северную часть Османской Македонии претендовала также Сербия.
В 1903 году произошло Илинденское восстание, в результате которого была образована Крушевская республика, однако восстание было жестоко подавлено османскими властями. Состоявшаяся в 1908 году Младотурецкая революция была поддержана и христианскими жителями Македонии (в частности, на сторону новых властей перешёл такой видный деятель ВМОРО, как Яне Санданский). В результате Балканских войн Османская империя лишилась всей географической  Македонии, территория которой была разделена между Сербией, Болгарией и Грецией.
Территория полученная Сербией, получила название Вардарска Бановина и представляет собой территорию сегодняшней Северной Македонии.

## Административно-территориальное устройство
Территория современной Северной Македонии входила в Румелийское бейлербейство.
После гибели в 1395 году сербского правителя  Константина Драгаша его владения были аннексированы османами, и на них был создан санджак с административным центром в болгарском Кюстендиле. Кюстендилский санджак размещался на стыке современных Северной Македонии, Сербии и Болгарии; в него входили, в частности, земли северо-востока современной Северной Македонии.
Запад современной Северной Македонии входил в состав санджака с административным центром в Охриде, основная часть которого находилась на территории современной Албании.